# MBM Automobile

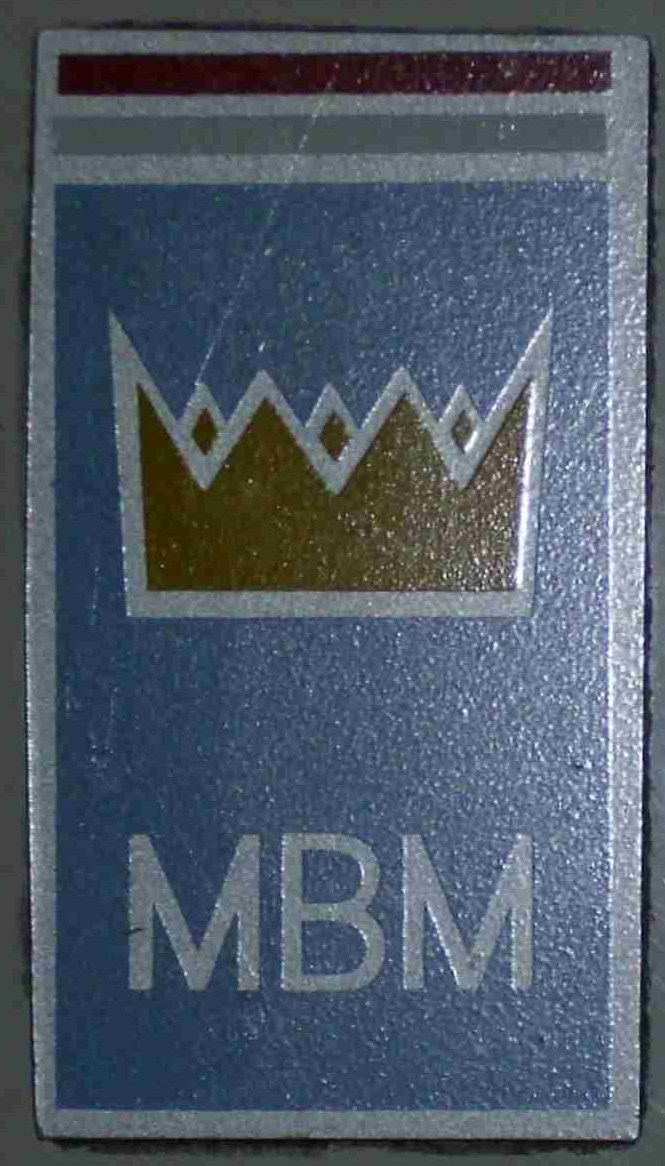
Logo van MBM

MBM (Monteverdi Basel Motors) was een Zwitserse autofabrikant die begin jaren zestig kleine aantallen racewagens en eenmalige sportwagens produceerde. Het bedrijf, onder leiding van Peter Monteverdi, is de voorloper van de sportwagenfabrikant Automobile Monteverdi die vanaf 1967 tot begin jaren tachtig luxe coupés, sedans en terreinwagens bouwde op dezelfde locatie.

## Geschiedenis
Peter Monteverdi was eigenaar van een bedrijf in Binningen dat zich in de jaren zestig ontwikkelde van een reparatiewerkplaats voor vrachtwagens tot een dealership van prestigieuze automerken zoals Ferrari, BMW, Lancia, Bentley en Jensen.
Peter Monteverdi was al op jonge leeftijd geïnteresseerd in autosport. Vanaf 1955 nam hij als autocoureur deel aan verschillende wedstrijden. Tegelijkertijd begon hij zijn eigen racewagens te ontwikkelen. De auto's werden in zijn  bedrijf gebouwd en onder de naam MBM op de markt gebracht. Monteverdi bestuurde ook zelf zijn racewagens op motorsportevenementen.
Het bedrijf opereerde meestal onder de naam MBM Automobile. MBM heeft tijdens het bestaan van het merk verschillende betekenissen gehad. Aanvankelijk stond MBM voor "Monteverdi Basel Mantzel" waarbij de tweede M verwees naar Albrecht-Wolf Mantzel, een Duitse ingenieur die bekend was voor het tunen van DKW-motoren en motoren leverde aan MBM. Vervolgens gebruikte Monteverdi DKW-motoren van de Duitse coureur Gehard Mitter en stond MBM tijdelijk voor "Monteverdi Basel Mitter". Toen Monteverdi zich daarna tot andere motorenfabrikanten wendde, werd MBM uiteindelijk "Monteverdi Basel Motors".

## Voertuigen van MBM
De focus van het bedrijf lag op de productie van racewagens. In totaal zou MBM van 1960 tot 1962 zo'n 18 voertuigen met verschillende specificaties gebouwd hebben, waarvan er een aantal verkocht werden aan het buitenland.

### Formule Junior

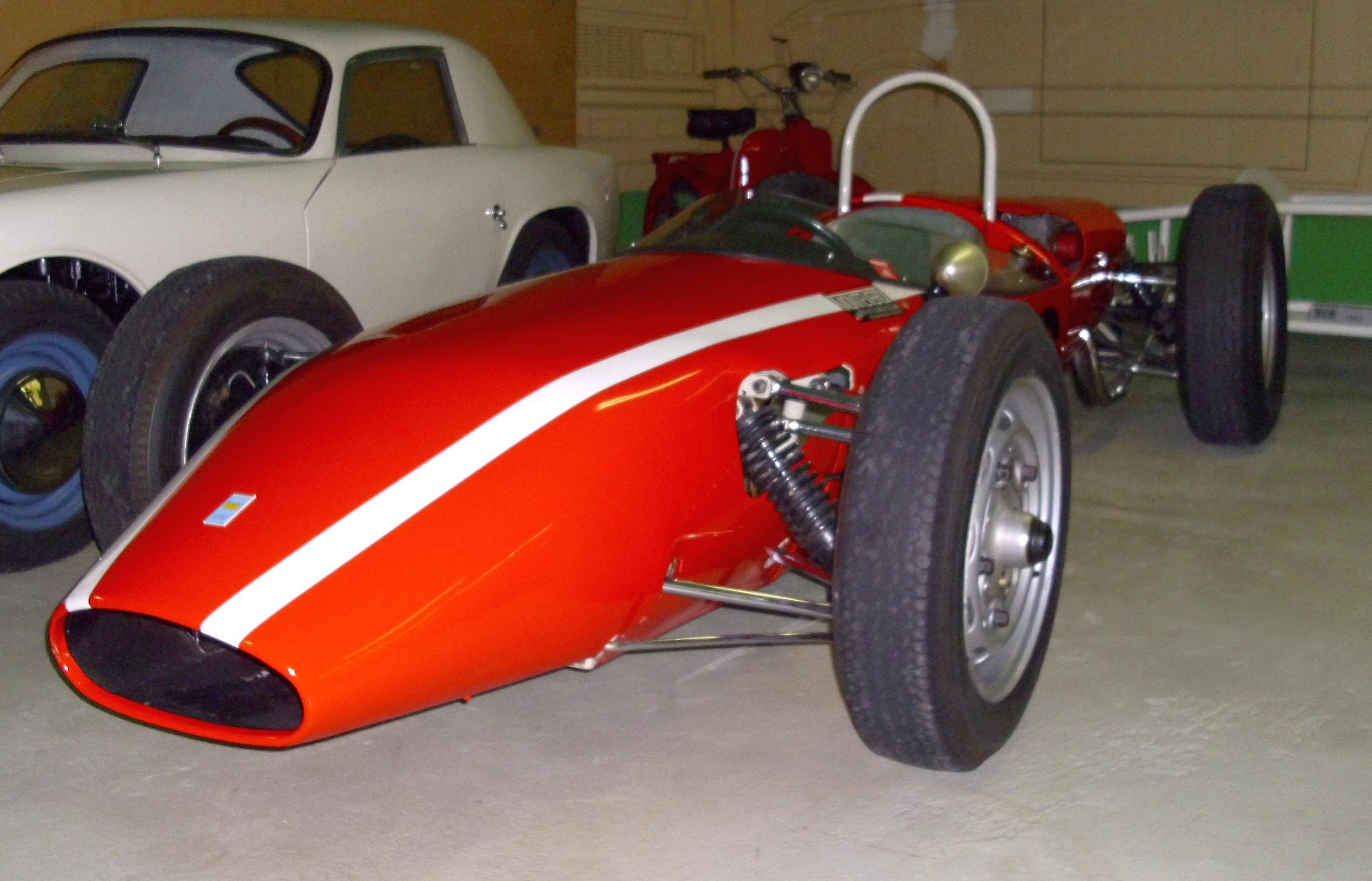
MBM type B Formule Junior-racewagen (1960)

De eerste racewagens met de naam MBM waren voertuigen voor de Formule Junior. In 1960 en 1961 verschenen, na een prototype met de naam "Bamosa", vier verschillende modellen die technisch aan elkaar verwant waren en aangeduid werden als type A, B, C en D. Voor de hulpverleningsdiensten werden ze collectief aangeduid als MBM-DKW.
De wagens waren ontworpen als voertuigen met middenmotor. Ze hadden een door Monteverdi ontworpen buizenframe en gebruikten verschillende standaard onderdelen voor massaproductie. Zo kwam bijvoorbeeld de voorwielophanging van VW.  Type A en B hadden een driecilinder tweetaktmotor van DKW. Bij type C en D werd er omgeschakeld naar een getunede viercilinder viertaktmotor uit de Ford Anglia.
De carrosserie was gebaseerd op de stijl van de toenmalige Lotus-modellen. Het eerste exemplaar had een aluminium carrosserie, alle latere exemplaren hadden een carrosserie in kunststof.

### Formule 1

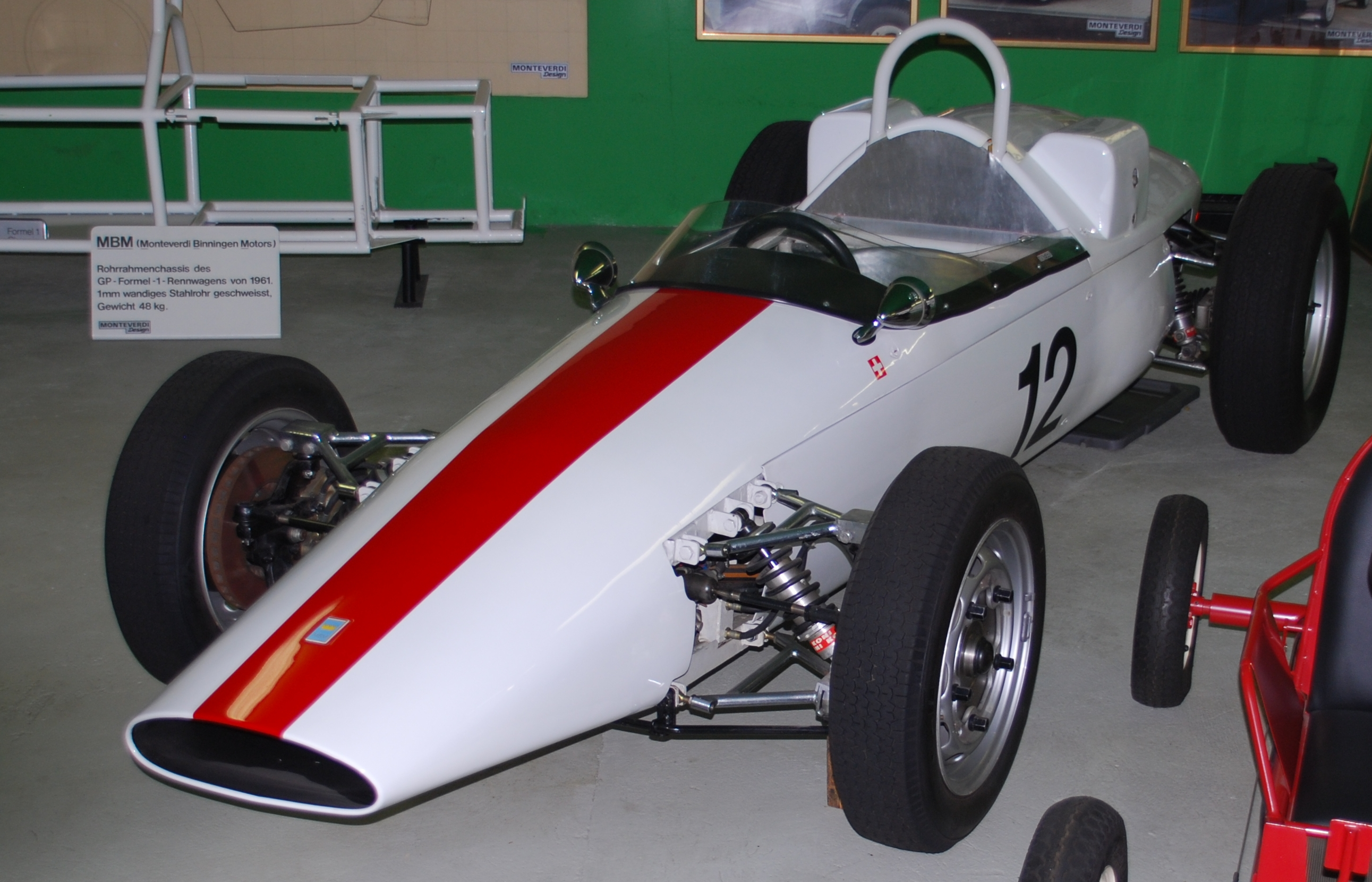
MBM Formule 1-racewagen (1961)

In 1960 ontwierp Peter Monteverdi een Formule 1-racewagen. Dit was in wezen een iets vergrote Formule Junior-auto, uitgerust met een viercilinder boxermotor uit de Porsche 718.
In 1961 nam Peter Monteverdi met de wagen deel aan verschillende heuvelklimwedstrijden. Hij schreef zich ook in voor de Solitude Grand Prix, maar al na amper twee ronden moest hij opgeven met motorproblemen.
In oktober 1961 kreeg Monteverdi een ernstig ongeluk met de wagen op de Hockenheimring en daarop besloot hij te stoppen met racen. Het wrak liet hij betonneren in de fundering van zijn garage. Het tweede exemplaar was te zien in het Monteverdi Museum in Binningen.

### Sportwagens

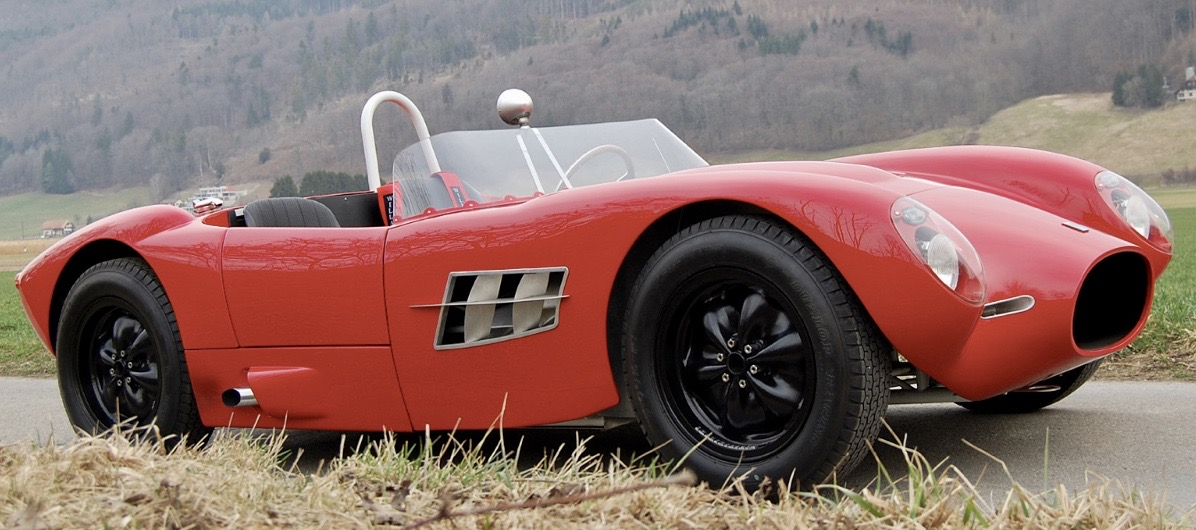
MBM Sport (1960) prototype

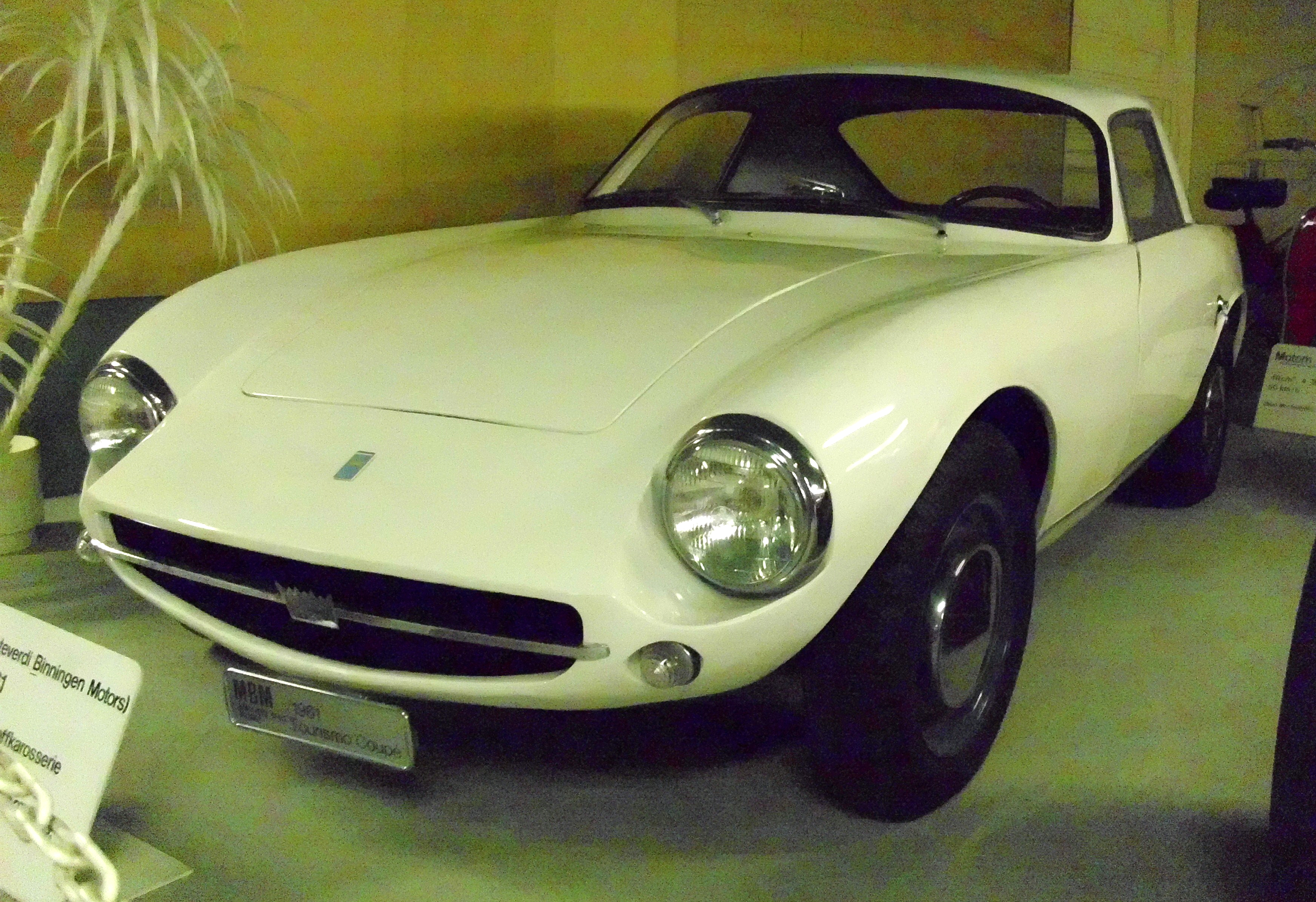
MBM Tourismo (1961)

MBM produceerde ook enkele personenwagens. De eerste sportwagen die Monteverdi ontwierp was een coupé op basis van de Ferrari 750 Monza. De auto had een vast dak met vleugeldeuren en was een eenmalig stuk.
In 1960 bouwde Monteverdi de MBM Sport, een open sportwagen van slechts 425 kg op basis van een buizenframe, met een OSCA-motor van 100 pk en een carrosserie van dun aluminium om het gewicht laag te houden. Monteverdi exposeerde de auto op de raceautoshow in Londen in 1961 en dacht aan een serieproductie. De auto bleef echter eenmalig.
Monteverdi had grotere ambities met de in 1962 gepresenteerde MBM Tourismo, een kleine gesloten coupé met een buizenframe en een carrosserie in kunststof, aangedreven door een Ford Anglia-motor die 85 pk zou geproduceerd hebben, goed voor een topsnelheid van 185 km/u. Terwijl Peter Monteverdi de Tourismo beschreef als een eigen ontwerp, beweren andere bronnen dat het een replica was van de Coupé Europa van het Britse bedrijf Heron Plastics. Een geplande serieproductie ging niet door.